# 24 Ore di Le Mans 1978
La 24 Ore di Le Mans 1978 fu il 46º Grand Prix d'Endurance e si svolse l'10 e 11 giugno 1978. La gara non era valevole per il Mondiale Marche e ad essa parteciparono vetture sport prototipo del Gruppo 6 ("fino a 2 litri" e "oltre 2 litri") e Le Mans GTP ("fino a 3 litri" e "oltre 3 litri"), vetture di "produzione speciale" del Gruppo 5 e IMSA GTX e le Gran Turismo appartenenti a Gruppo 4 ("fino a 3 litri" e "oltre 3 litri").

## Contesto

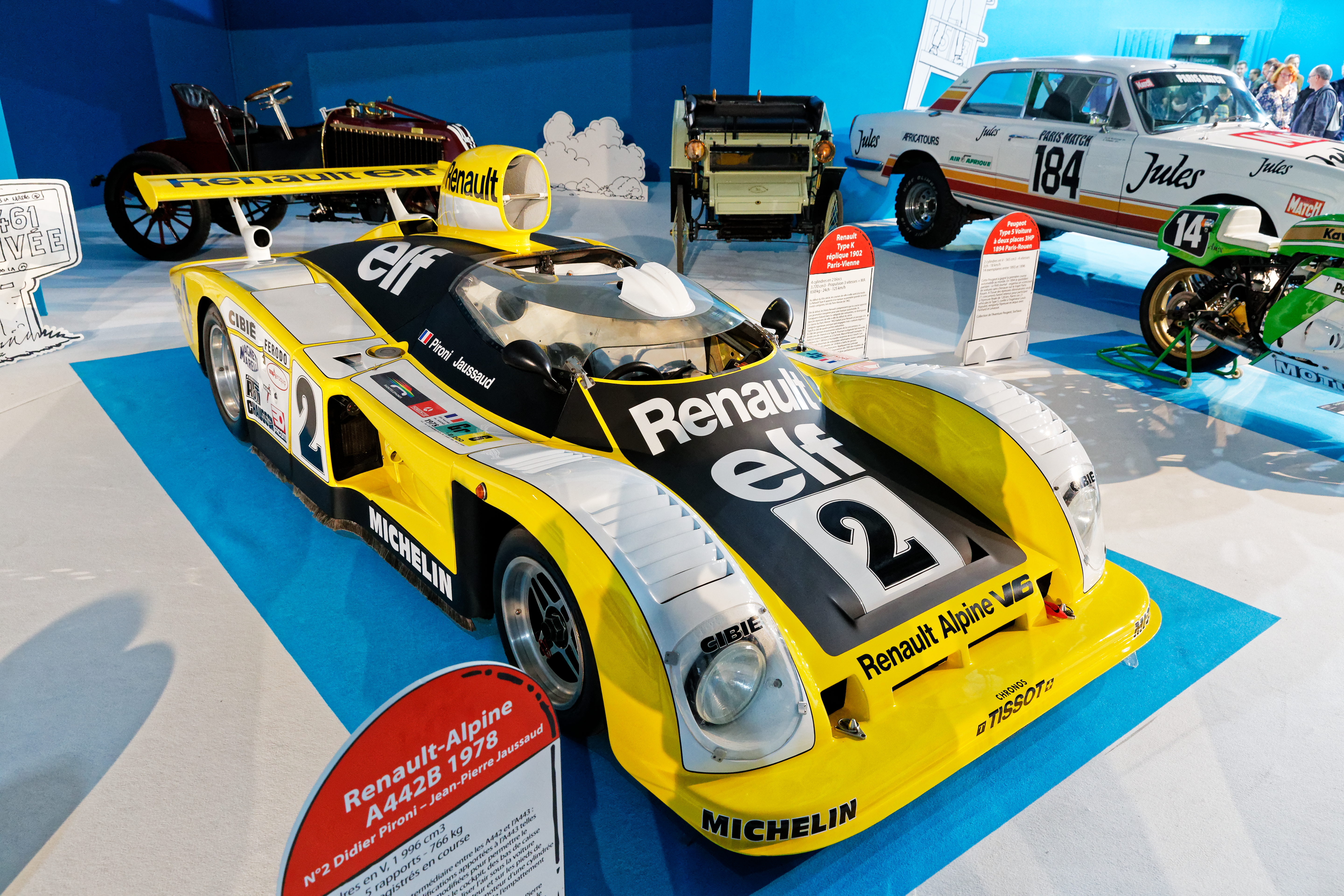
La Renault Alpine A442B, con il singolare parabrezza aerodinamico.

Dopo le cocenti delusioni del 1976 e 1977 e con il programma Formula 1 in uno stadio avanzato che avrebbe sottratto fondi alle gare di durata, per la Renault il 1978 "doveva" essere l'anno della rivincita e si presentò in forze a Le Mans, preparando da parte sua 3 vetture per la gara, sostenute anche da una Alpine A442A privata del team Calberson affidata all'equipaggio Fréquelin/Ragnotti/Dolhem/Jabouille. Il team schierò due A442, di cui una nella specifica «B», dotata di un controverso parabrezza a bolla che copriva gran parte dell'abitacolo e che diminuiva la resistenza aerodinamica ma anche la visibilità. La terza auto ufficiale, un'evoluzione, era la nuova A443, dotata di passo più lungo mediante l'interposizione di un distanziale tra il cambio e il nuovo motore maggiorato fino al limite regolamentare della classe 3 litri.

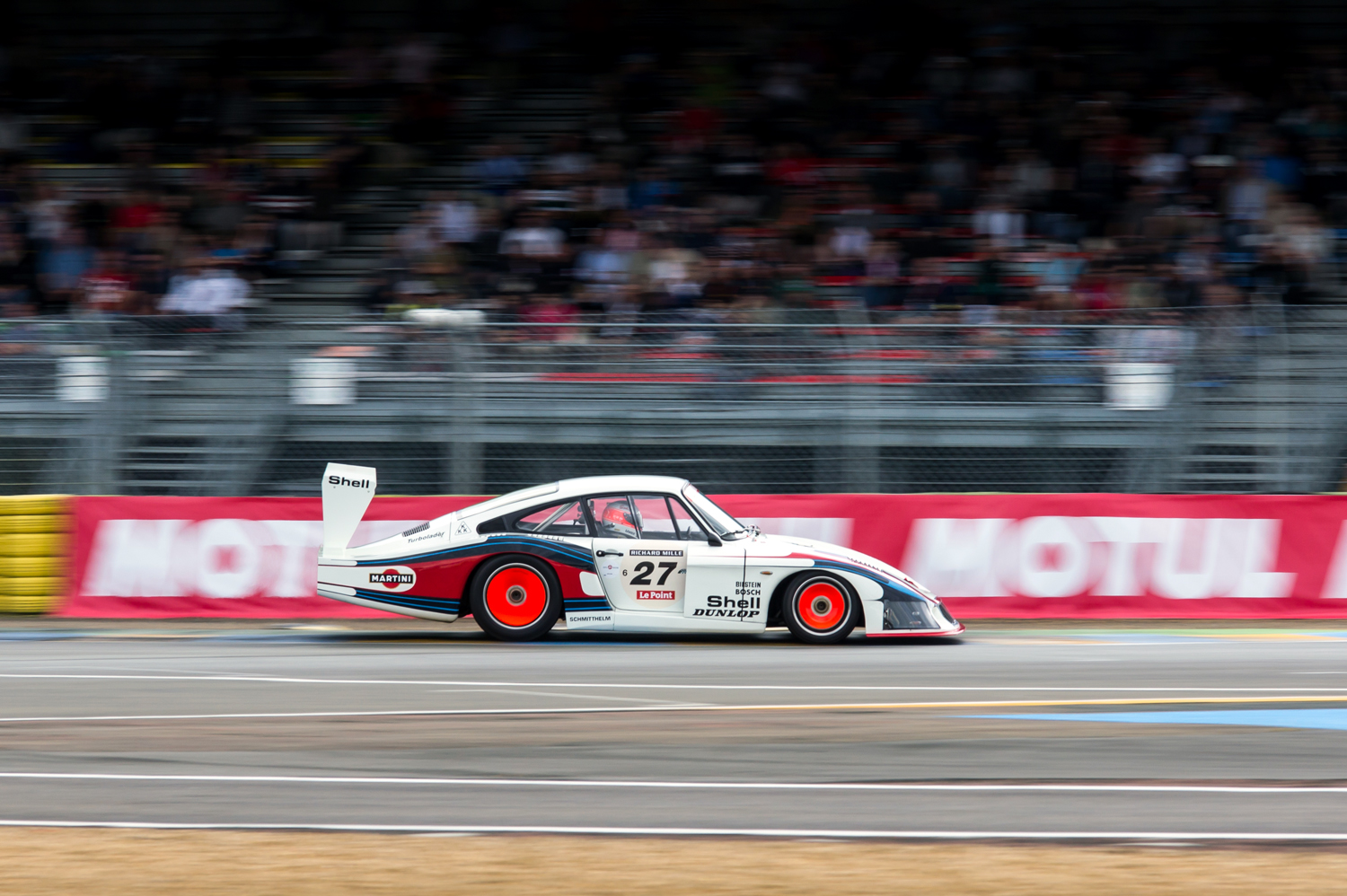
La Porsche 935/78 "Moby Dick".

La Porsche, d'altra parte, schierò anch'essa quattro vetture, di cui due nuove Porsche 936/78 dotate del nuovo motore caratterizzato da testate plurivalvole raffreddate ad acqua e una Porsche 936/77 (tutte e tre iscritte nel Gruppo 6), affiancate da una Gran Turismo Porsche 935/78 appartenente al Gruppo 5, dotata di un motore accreditato di 750 CV di potenza e soprannominata Moby Dick per le forme che ricordavano un enorme cetaceo.
Nuovamente presenti a Le Mans furono la Mirage-Renault con le nuove M9, che erano spinte dallo stesso motore 2 litri V6 delle Renault Alpine A442 ed affidate agli equipaggi Laffite-Leclere e Posey-Schuppan, e la coppia britannica Alain de Cadenet/Chris Craft con un prototipo su base Lola T380-Ford Cosworth DFV, mentre lo schieramento dei prototipi di classe 3 litri era completato dalle vetture Toj SC 303 e Ibec Hesketh 308LM, anche esse spinte dal medesimo motore derivato dalla Formula 1. A queste si affiancava un nutrito stuolo di privati alla guida di vetture Gruppo 6 - classe 2 litri come le Lola T290 e derivate, le Chevron B31 e B36, La Sauber C5.
La classe GTP (Gran Turismo Prototipo) riservata alle Sport Prototipo con carrozzeria coupé - in contrasto alle Gruppo 6 con carrozzeria barchetta - ebbe tra le sue file la Inaltera LM 77, la sua derivata Rondeau M378 e le WM P76, P77 e P78.
Non più presenti in maniera ufficiale fin dal 1974, le vetture Ferrari erano schierate da scuderie private tra le Gran Turismo della categoria IMSA GTX: l'importatore statunitense Luigi Chinetti Sr. schierò una 512 BB, l'importatore francese Charles Pozzi ne mise in pista due e una quarta 512BB fu impiegata dalla scuderia Beurly's, mentre una Ferrari 365 GT4/BB era con le insegne della Ecurie Grand Compétition Car. Ad esse si opponevano nella medesima categoria le Porsche 935/77 delle scuderie Dick Barbour Racing, Kremer Racing, Whittington Bros. Racing e Gelo Racing e Mondelo ASA Cachia/Team Pace, oltre ad una Chevrolet Monza e un paio di Porsche Carrera RS.

## Qualifiche

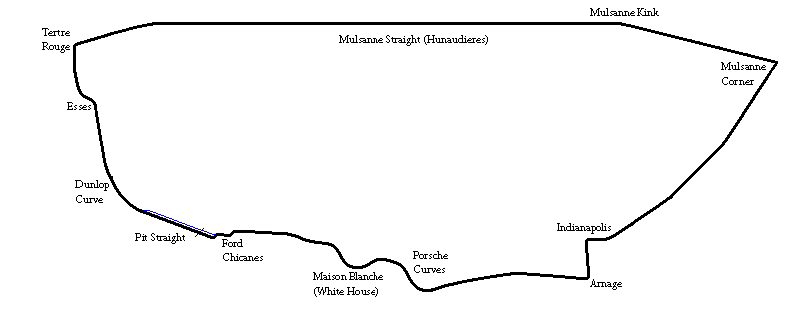
Il Circuit de la Sarthe nel 1978

Il primo giorno di qualifiche Jacky Ickx sulla Porsche 936/78 batté di tre secondi il precedente record detenuto da Arturo Merzario con l'Alfa Romeo, siglando il miglior tempo provvisorio con 3’27’’6, seguito dalla 935/78 di Rolf Stommelen con 3’30’’7, mentre la migliore Renault era la Alpine A443 di Patrick Depailler a 7 secondi da Ickx.
Il giorno seguente Depailler riesce a far suo il secondo posto con 3’28’’4, mentre il tempo segnato da Ickx resta inarrivabile, consegnando al belga la pole position.
La griglia di partenza vede quindi Ickx col miglior tempo, seguito da Depailler, seconda fila per Stommelen e l'altra Porsche 936/78 di Wollek, poi l'Alpine A442B di Didier Pironi e la 936/77 di Peter Gregg in terza fila, le due Alpine A442A di Jean-Pierre Jarier e Ragnotti in quarta fila, la Mirage-Renault M9 di Vern Schuppan e la De Cadenet Lola LM di Chris Craft in quinta fila, mentre in sesta fila si trovavano la Porsche 935/77A di John Fitzpatrick/Toine Hezemans e l'altra Mirage-Renault M9 di Leclère/Posey.

## Gara

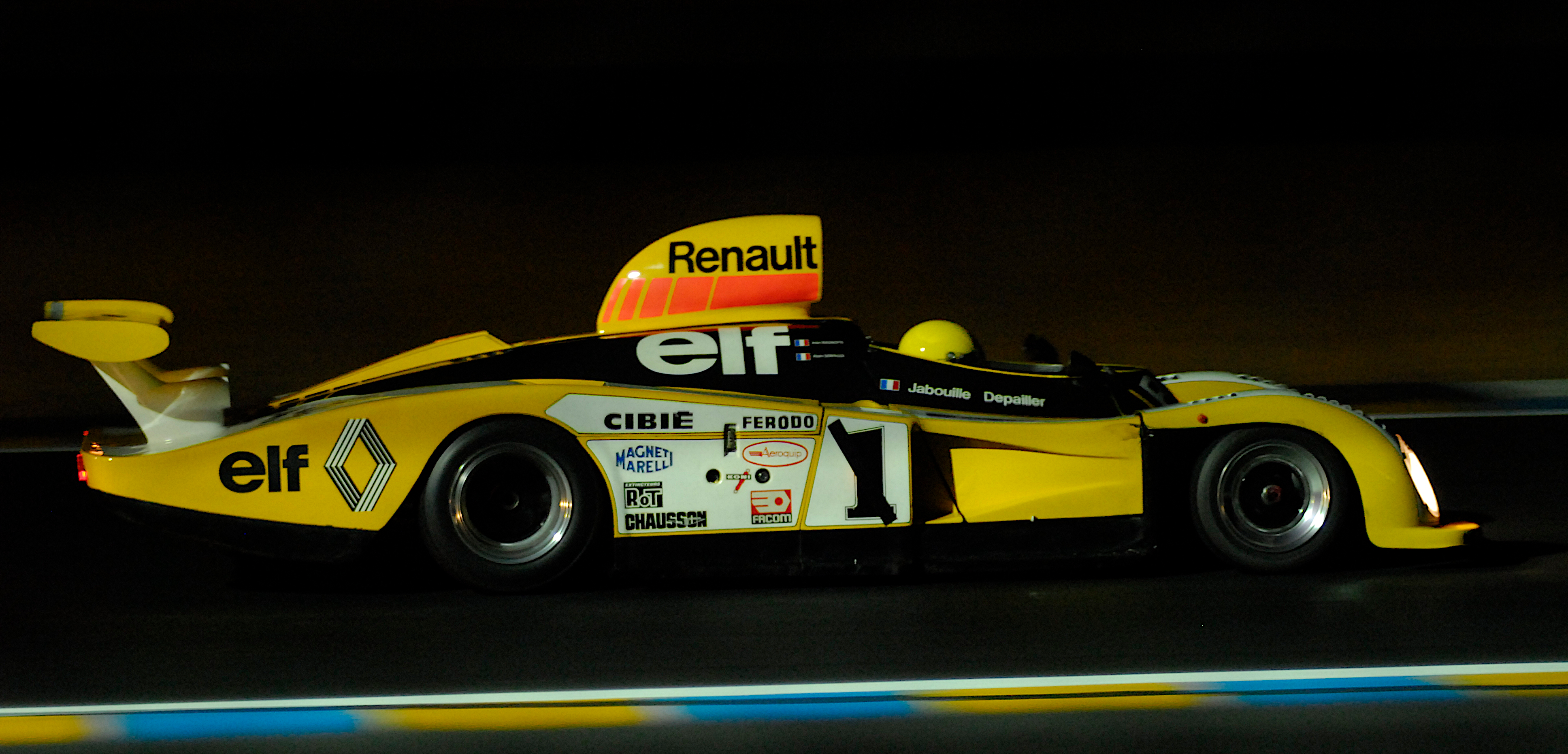
La Renault Alpine A443

Dopo che la nuova Renault Alpine A443, vettura scelta dai francesi per il ruolo di "lepre", si ritirò nella tarda mattinata della domenica con il motore rotto a causa di un pistone forato, toccò alla A442B di Didier Pironi e Jean-Pierre Jaussaud riuscire a contenere la Porsche ufficiale di Ickx/Pescarolo/Mass e quelle dei loro compagni di marca ancora rimasti in gara nelle ultime ore che precedettero la bandiera a scacchi. Dopo il successo a Le Mans, la Casa francese concentrò i suoi sforzi unicamente sulla Formula 1.

## Classifica finale
| Pos    | Classe    | No | Team                                                     | Piloti                                                                | Chassis                            | Giri |
| Pos    | Classe    | No | Team                                                     | Piloti                                                                | Engine                             | Giri |
| ------ | --------- | -- | -------------------------------------------------------- | --------------------------------------------------------------------- | ---------------------------------- | ---- |
| 1      | S +2.0    | 2  | Renault Sport                                            | Didier Pironi Jean-Pierre Jaussaud                                    | Renault Alpine A442B               | 369  |
| 1      | S +2.0    | 2  | Renault Sport                                            | Didier Pironi Jean-Pierre Jaussaud                                    | Renault 2.0L Turbo V6              | 369  |
| 2      | S +2.0    | 6  | Martini Racing Porsche System                            | Bob Wollek Jürgen Barth Jacky Ickx                                    | Porsche 936/78                     | 364  |
| 2      | S +2.0    | 6  | Martini Racing Porsche System                            | Bob Wollek Jürgen Barth Jacky Ickx                                    | Porsche Type-935 2.1L Turbo Flat-6 | 364  |
| 3      | S +2.0    | 7  | Martini Racing Porsche System                            | Hurley Haywood Peter Gregg Reinhold Joest                             | Porsche 936/77                     | 362  |
| 3      | S +2.0    | 7  | Martini Racing Porsche System                            | Hurley Haywood Peter Gregg Reinhold Joest                             | Porsche Type-935 2.1L Turbo Flat-6 | 362  |
| 4      | S +2.0    | 4  | Equipe Renault Elf Sport Calberson                       | Guy Fréquelin Jean Ragnotti José Dolhem Jean-Pierre Jabouille         | Renault Alpine A442A               | 358  |
| 4      | S +2.0    | 4  | Equipe Renault Elf Sport Calberson                       | Guy Fréquelin Jean Ragnotti José Dolhem Jean-Pierre Jabouille         | Renault 2.0L Turbo V6              | 358  |
| 5      | IMSA +2.5 | 90 | Dick Barbour Racing                                      | Brian Redman Dick Barbour John Paul Sr.                               | Porsche 935/77                     | 337  |
| 5      | IMSA +2.5 | 90 | Dick Barbour Racing                                      | Brian Redman Dick Barbour John Paul Sr.                               | Porsche Type-935 3.0L Turbo Flat-6 | 337  |
| 6      | Gr.5 +2.0 | 44 | Porsche Kremer Racing                                    | Jim Busby Chris Cord Rick Knoop                                       | Porsche 935/77                     | 336  |
| 6      | Gr.5 +2.0 | 44 | Porsche Kremer Racing                                    | Jim Busby Chris Cord Rick Knoop                                       | Porsche Type-935 3.0L Turbo Flat-6 | 336  |
| 7      | Gr.5 +2.0 | 41 | Mondelo ASA Cachia Team Pace                             | Alfredo Guaraná Paulo Gomes Mário Amaral                              | Porsche 935/77                     | 329  |
| 7      | Gr.5 +2.0 | 41 | Mondelo ASA Cachia Team Pace                             | Alfredo Guaraná Paulo Gomes Mário Amaral                              | Porsche Type-935 3.0L Turbo Flat-6 | 329  |
| 8      | Gr.5 +2.0 | 43 | Martini Racing Porsche System                            | Manfred Schurti Rolf Stommelen                                        | Porsche 935/78                     | 326  |
| 8      | Gr.5 +2.0 | 43 | Martini Racing Porsche System                            | Manfred Schurti Rolf Stommelen                                        | Porsche 3.2L Turbo Flat-6          | 326  |
| 9      | GTP 3.0   | 72 | Jean Rondeau                                             | Jean Rondeau Bernard Darniche Jacky Haran                             | Rondeau M378                       | 294  |
| 9      | GTP 3.0   | 72 | Jean Rondeau                                             | Jean Rondeau Bernard Darniche Jacky Haran                             | Ford Cosworth DFV 3.0L V8          | 294  |
| 10     | S +2.0    | 10 | Grand Touring Cars Inc.                                  | Vern Schuppan Jacques Laffite Sam Posey                               | Mirage M9                          | 293  |
| 10     | S +2.0    | 10 | Grand Touring Cars Inc.                                  | Vern Schuppan Jacques Laffite Sam Posey                               | Renault 2.0L Turbo V6              | 293  |
| 11     | S 2.0     | 31 | ROC La Pierre du Nord                                    | Michel Pignard Lucien Roussiaud Laurent Ferrier                       | Chevron B36                        | 284  |
| 11     | S 2.0     | 31 | ROC La Pierre du Nord                                    | Michel Pignard Lucien Roussiaud Laurent Ferrier                       | ROC-Chrysler 2.0L I4               | 284  |
| 12     | GT 3.0    | 66 | BP Racing / Anne-Charlotte Verney                        | Anne-Charlotte Verney Xavier Lapeyre François Servanin                | Porsche 911 Carrera RSR            | 279  |
| 12     | GT 3.0    | 66 | BP Racing / Anne-Charlotte Verney                        | Anne-Charlotte Verney Xavier Lapeyre François Servanin                | Porsche 3.0L Flat-6                | 279  |
| 13     | GTP 3.0   | 71 | André Chevalley Racing                                   | André Chevalley François Trisconi                                     | Inaltera LM                        | 279  |
| 13     | GTP 3.0   | 71 | André Chevalley Racing                                   | André Chevalley François Trisconi                                     | Ford Cosworth DFV 3.0L V8          | 279  |
| 14     | IMSA +2.5 | 97 | Charles Ivey Racing                                      | Larry Perkins Gordon Spice John Rulon-Miller                          | Porsche 911 Carrera RSR            | 278  |
| 14     | IMSA +2.5 | 97 | Charles Ivey Racing                                      | Larry Perkins Gordon Spice John Rulon-Miller                          | Porsche 3.0L Flat-6                | 278  |
| 15     | S +2.0    | 8  | Alain de Cadenet                                         | Alain de Cadenet Chris Craft                                          | De Cadenet-Lola LM                 | 273  |
| 15     | S +2.0    | 8  | Alain de Cadenet                                         | Alain de Cadenet Chris Craft                                          | Ford Cosworth DFV 3.0L V8          | 273  |
| 16     | IMSA +2.5 | 86 | Écurie Grand Competition Cars North American Racing Team | François Migault Lucien Guitteny                                      | Ferrari 365 GT4/BB                 | 262  |
| 16     | IMSA +2.5 | 86 | Écurie Grand Competition Cars North American Racing Team | François Migault Lucien Guitteny                                      | Ferrari 4.9L Flat-12               | 262  |
| 17     | GT +3.0   | 62 | "Ségolen"                                                | Christian Bussi Jean-Claude Briavoine "Ségolen" (André Gahinet)       | Porsche 934                        | 259  |
| 17     | GT +3.0   | 62 | "Ségolen"                                                | Christian Bussi Jean-Claude Briavoine "Ségolen" (André Gahinet)       | Porsche 3.0L Turbo Flat-6          | 259  |
| 18 NC  | S 2.0     | 23 | Artos Francy Sauber PP AG                                | Marc Surer Eugen Strähl Harry Blumer                                  | Sauber C5                          | 257  |
| 18 NC  | S 2.0     | 23 | Artos Francy Sauber PP AG                                | Marc Surer Eugen Strähl Harry Blumer                                  | BMW 2.0L I4                        | 257  |
| 19 NC  | S 2.0     | 20 | C.H. Graeminger                                          | Sandro Plastina Mario Luini Jean-Daniel Grandjean                     | Cheetah G601                       | 250  |
| 19 NC  | S 2.0     | 20 | C.H. Graeminger                                          | Sandro Plastina Mario Luini Jean-Daniel Grandjean                     | Ford Cosworth BDG 2.0L I4          | 250  |
| 20 NC  | GT 3.0    | 64 | Georges Bourdillat                                       | Georges Bourdillat Alain-Michel Bernhard Jean-Luc Favresse            | Porsche 911 Carrera RSR            | 241  |
| 20 NC  | GT 3.0    | 64 | Georges Bourdillat                                       | Georges Bourdillat Alain-Michel Bernhard Jean-Luc Favresse            | Porsche 3.0L Flat-6                | 241  |
| 21 NC  | S 2.0     | 25 | Team Pronuptia                                           | Bruno Sotty Gérard Cuynet Jean-Claude Dufrey                          | Lola T294/6                        | 238  |
| 21 NC  | S 2.0     | 25 | Team Pronuptia                                           | Bruno Sotty Gérard Cuynet Jean-Claude Dufrey                          | Ford Cosworth FVC 1.9L I4          | 238  |
| 22 NC  | S 2.0     | 24 | Team Pronuptia                                           | Michel Elkoubi Pierre Yver Philippe Streiff                           | Lola T296                          | 232  |
| 22 NC  | S 2.0     | 24 | Team Pronuptia                                           | Michel Elkoubi Pierre Yver Philippe Streiff                           | Ford Cosworth FVC 1.9L I4          | 232  |
| 23 NC  | S 2.0     | 28 | Dominique Lacaud                                         | Michel Lateste Jean-François Auboiron Dominique Lacaud                | Lola T297                          | 217  |
| 23 NC  | S 2.0     | 28 | Dominique Lacaud                                         | Michel Lateste Jean-François Auboiron Dominique Lacaud                | BMW 2.0L I4                        | 217  |
| 24 NC  | Gr.5 +2.0 | 45 | Porsche Kremer Racing                                    | Louis Krages Dieter Schornstein Philippe Gurdjian                     | Porsche 935/77                     | 182  |
| 24 NC  | Gr.5 +2.0 | 45 | Porsche Kremer Racing                                    | Louis Krages Dieter Schornstein Philippe Gurdjian                     | Porsche Type-935 3.0L Turbo Flat-6 | 182  |
| 25 NC  | S 2.0     | 27 | Mogil Motors Ltd. with Kores Racing                      | Tony Charnell Robin Smith Fréderic Alliot Richard Jones               | Chevron B31                        | 180  |
| 25 NC  | S 2.0     | 27 | Mogil Motors Ltd. with Kores Racing                      | Tony Charnell Robin Smith Fréderic Alliot Richard Jones               | Ford Cosworth BDG 2.0L I4          | 180  |
| 26 DNF | S +2.0    | 1  | Renault Sport                                            | Jean-Pierre Jabouille Patrick Depailler                               | Renault Alpine A443                | 279  |
| 26 DNF | S +2.0    | 1  | Renault Sport                                            | Jean-Pierre Jabouille Patrick Depailler                               | Renault 2.0L Turbo V6              | 279  |
| 27 DNF | S +2.0    | 5  | Martini Racing Porsche System                            | Jacky Ickx Henri Pescarolo Jochen Mass                                | Porsche 936/78                     | 255  |
| 27 DNF | S +2.0    | 5  | Martini Racing Porsche System                            | Jacky Ickx Henri Pescarolo Jochen Mass                                | Porsche Type-935 2.1L Turbo Flat-6 | 255  |
| 28 DNF | IMSA +2.5 | 88 | Pozzi-Thompson JMS Racing                                | Jean-Claude Andruet Spartaco Dini                                     | Ferrari 512 BB                     | 251  |
| 28 DNF | IMSA +2.5 | 88 | Pozzi-Thompson JMS Racing                                | Jean-Claude Andruet Spartaco Dini                                     | Ferrari 4.9L Flat-12               | 251  |
| 29 DNF | IMSA +2.5 | 87 | Luigi Chinetti Sr.                                       | Jacques Guérin Jean-Pierre Delauney Gregg Young                       | Ferrari 512 BB                     | 232  |
| 29 DNF | IMSA +2.5 | 87 | Luigi Chinetti Sr.                                       | Jacques Guérin Jean-Pierre Delauney Gregg Young                       | Ferrari 4.9L Flat-12               | 232  |
| 30 DNF | IMSA +2.5 | 89 | Pozzi-Thompson JMS Racing                                | Claude Ballot-Léna Jean-Louis Lafosse                                 | Ferrari 512 BB                     | 218  |
| 30 DNF | IMSA +2.5 | 89 | Pozzi-Thompson JMS Racing                                | Claude Ballot-Léna Jean-Louis Lafosse                                 | Ferrari 4.9L Flat-12               | 218  |
| 31 DNF | S +2.0    | 19 | IBEC Racing Developments, Ltd.                           | Guy Edwards Ian Grob                                                  | Ibec-Hesketh 308LM                 | 195  |
| 31 DNF | S +2.0    | 19 | IBEC Racing Developments, Ltd.                           | Guy Edwards Ian Grob                                                  | Ford Cosworth DFV 3.0L V8          | 195  |
| 32 DNF | S 2.0     | 30 | ROC La Pierre du Nord                                    | Jacques Henry Albert Dufrene Max Cohen-Olivar                         | Chevron B36                        | 195  |
| 32 DNF | S 2.0     | 30 | ROC La Pierre du Nord                                    | Jacques Henry Albert Dufrene Max Cohen-Olivar                         | ROC-Chrysler 2.0L I4               | 195  |
| 33 DNF | GTP +3.0  | 78 | WM A.E.R.E.M. / Team Esso Aseptogyl                      | Christian Debias Xavier Mathiot Marc Sourd                            | WM P78                             | 186  |
| 33 DNF | GTP +3.0  | 78 | WM A.E.R.E.M. / Team Esso Aseptogyl                      | Christian Debias Xavier Mathiot Marc Sourd                            | Peugeot PRV 2.7L Turbo V6          | 186  |
| 34 DNF | GTP 3.0   | 76 | WM A.E.R.E.M. / Team Esso Aseptogyl                      | Christine Dacremont Marianne Hoepfner                                 | WM P76                             | 171  |
| 34 DNF | GTP 3.0   | 76 | WM A.E.R.E.M. / Team Esso Aseptogyl                      | Christine Dacremont Marianne Hoepfner                                 | Peugeot PRV 2.7L V6                | 171  |
| 35 DNF | GT +3.0   | 68 | Hervé Poulain                                            | Edgar Dören Gerhard Holup Hervé Poulain Roman Feitler                 | Porsche 934                        | 167  |
| 35 DNF | GT +3.0   | 68 | Hervé Poulain                                            | Edgar Dören Gerhard Holup Hervé Poulain Roman Feitler                 | Porsche 3.0L Turbo Flat-6          | 167  |
| 36 DNF | S +2.0    | 3  | Renault Sport                                            | Derek Bell Jean-Pierre Jarier                                         | Renault Alpine A442A               | 162  |
| 36 DNF | S +2.0    | 3  | Renault Sport                                            | Derek Bell Jean-Pierre Jarier                                         | Renault 2.0L Turbo V6              | 162  |
| 37 DNF | IMSA +2.5 | 91 | Dick Barbour Racing                                      | Bob Garretson Steve Earle Robert Akin                                 | Porsche 935/77                     | 159  |
| 37 DNF | IMSA +2.5 | 91 | Dick Barbour Racing                                      | Bob Garretson Steve Earle Robert Akin                                 | Porsche Type-935 3.0L Turbo Flat-6 | 159  |
| 38 DNF | S 2.0     | 29 | ROC Modylook                                             | Michel Dubois Daniel Gache Julien Sanchez                             | Chevron B36                        | 142  |
| 38 DNF | S 2.0     | 29 | ROC Modylook                                             | Michel Dubois Daniel Gache Julien Sanchez                             | ROC-Chrysler 2.0L I4               | 142  |
| 39 DNF | Gr.5 +2.0 | 48 | Haberthur Mecarillos-Cégécol Racing Team                 | Herbert Müller Claude Haldi "Nico" (Nick McGranger)                   | Porsche 935/76                     | 140  |
| 39 DNF | Gr.5 +2.0 | 48 | Haberthur Mecarillos-Cégécol Racing Team                 | Herbert Müller Claude Haldi "Nico" (Nick McGranger)                   | Porsche Type-935 3.0L Turbo Flat-6 | 140  |
| 40 DNF | S 2.0     | 26 | G.V.E.A.                                                 | Georges Morand Eric Vaugnat Christian Blanc                           | Lola T296                          | 130  |
| 40 DNF | S 2.0     | 26 | G.V.E.A.                                                 | Georges Morand Eric Vaugnat Christian Blanc                           | Ford Cosworth BDG 2.0L I4          | 130  |
| 41 DNF | S 2.0     | 21 | Jean-Marie Lemerle                                       | Jean-Marie Lemerle Alain Levié Pierre-François Rousselot              | Lola T294                          | 126  |
| 41 DNF | S 2.0     | 21 | Jean-Marie Lemerle                                       | Jean-Marie Lemerle Alain Levié Pierre-François Rousselot              | ROC-Chrysler 2.0L I4               | 126  |
| 42 DNF | GT 3.0    | 65 | Joël Laplacette                                          | Antoine Salamin Gerard Vial Yves Courage Joël Laplacette              | Porsche 930                        | 116  |
| 42 DNF | GT 3.0    | 65 | Joël Laplacette                                          | Antoine Salamin Gerard Vial Yves Courage Joël Laplacette              | Porsche 3.3L Turbo Flat-6          | 116  |
| 43 DNF | S 2.0     | 34 | BMW Great Britain Toleman Delivery                       | Dieter Quester Tom Walkinshaw Rad Dougall                             | Osella PA6                         | 113  |
| 43 DNF | S 2.0     | 34 | BMW Great Britain Toleman Delivery                       | Dieter Quester Tom Walkinshaw Rad Dougall                             | BMW 2.0L I4                        | 113  |
| 44 DNF | S 2.0     | 32 | Dorset Racing Associates with Kelly Girl                 | Ian Harrower Tony Birchenhough Miss Juliette Slaughter Brian Joscelyn | Lola T294                          | 61   |
| 44 DNF | S 2.0     | 32 | Dorset Racing Associates with Kelly Girl                 | Ian Harrower Tony Birchenhough Miss Juliette Slaughter Brian Joscelyn | Ford Cosworth FVC 2.0L I4          | 61   |
| 45 DNF | GT +3.0   | 61 | Auto Daniel Urcun                                        | Guy Chasseuil Jean-Claude Lefévre Marcel Mignot                       | Porsche 934                        | 61   |
| 45 DNF | GT +3.0   | 61 | Auto Daniel Urcun                                        | Guy Chasseuil Jean-Claude Lefévre Marcel Mignot                       | Porsche 3.0L Turbo Flat-6          | 61   |
| 46 DNF | GTP +3.0  | 77 | WM A.E.R.E.M. / Team Esso Aseptogyl                      | Jean-Daniel Raulet Marcel Mamers                                      | WM P77                             | 44   |
| 46 DNF | GTP +3.0  | 77 | WM A.E.R.E.M. / Team Esso Aseptogyl                      | Jean-Daniel Raulet Marcel Mamers                                      | Peugeot PRV 2.7L Turbo V6          | 44   |
| 47 DNF | Gr.5 +2.0 | 94 | Whittington Bros. Racing                                 | Don Whittington Bill Whittington Franz Konrad                         | Porsche 935/77                     | 41   |
| 47 DNF | Gr.5 +2.0 | 94 | Whittington Bros. Racing                                 | Don Whittington Bill Whittington Franz Konrad                         | Porsche Type-935 3.0L Turbo Flat-6 | 41   |
| 48 DNF | IMSA +2.5 | 85 | Ecurie Francorchamps                                     | Teddy Pilette Jean Blaton Raymond Touroul                             | Ferrari 512BB                      | 39   |
| 48 DNF | IMSA +2.5 | 85 | Ecurie Francorchamps                                     | Teddy Pilette Jean Blaton Raymond Touroul                             | Ferrari 4.9L Flat-12               | 39   |
| 49 DNF | GT +3.0   | 69 | Ravenel Frères                                           | Willy Braillard Philippe Dagoreau Jean-Louis Ravenel Jean Ravenel     | Porsche 934                        | 35   |
| 49 DNF | GT +3.0   | 69 | Ravenel Frères                                           | Willy Braillard Philippe Dagoreau Jean-Louis Ravenel Jean Ravenel     | Porsche 3.0L Turbo Flat-6          | 35   |
| 50 DNF | Gr.5 +2.0 | 46 | Porsche Kremer Racing                                    | Martin Raymond "Steve" (Jean-Pierre Wielemans) Mike Franey            | Porsche 935/77                     | 34   |
| 50 DNF | Gr.5 +2.0 | 46 | Porsche Kremer Racing                                    | Martin Raymond "Steve" (Jean-Pierre Wielemans) Mike Franey            | Porsche Type-935 3.0L Turbo Flat-6 | 34   |
| 51 DNF | S +2.0    | 11 | Grand Touring Cars Inc.                                  | Sam Posey Michel Leclère                                              | Mirage M9                          | 33   |
| 51 DNF | S +2.0    | 11 | Grand Touring Cars Inc.                                  | Sam Posey Michel Leclère                                              | Renault 2.0L Turbo V6              | 33   |
| 52 DNF | IMSA +2.5 | 84 | Brad Frisselle Racing Wynn's Belgium                     | Brad Frisselle Robert Kirby John Hotchkis                             | Chevrolet Monza                    | 30   |
| 52 DNF | IMSA +2.5 | 84 | Brad Frisselle Racing Wynn's Belgium                     | Brad Frisselle Robert Kirby John Hotchkis                             | Chevrolet 5.7L V8                  | 30   |
| 53 DNF | S 2.0     | 33 | Dorset Racing Associates Cloud Engineering               | Bob Evans Martin Birrane Richard Down Richard Bond                    | Lola T294                          | 23   |
| 53 DNF | S 2.0     | 33 | Dorset Racing Associates Cloud Engineering               | Bob Evans Martin Birrane Richard Down Richard Bond                    | Ford Cosworth FVC 2.0L I4          | 23   |
| 54 DNF | Gr.5 +2.0 | 47 | Weisberg Gelo Team                                       | John Fitzpatrick Toine Hezemans                                       | Porsche 935/77                     | 19   |
| 54 DNF | Gr.5 +2.0 | 47 | Weisberg Gelo Team                                       | John Fitzpatrick Toine Hezemans                                       | Porsche Type-935 3.0L Turbo Flat-6 | 19   |
| DQ     | S +2.0    | 12 | Simon Phillips Racing BATCO France                       | Nick Faure John Beasley Simon Phillips Martin Raymond                 | De Cadenet-Lola T380               | 99   |
| DQ     | S +2.0    | 12 | Simon Phillips Racing BATCO France                       | Nick Faure John Beasley Simon Phillips Martin Raymond                 | Ford Cosworth DFV 3.0L V8          | 99   |

## Statistiche
- Pole Position - #6 Martini Racing Porsche System (Jacky Ickx) - 3:27.06
- Giro più veloce in gara - #1 Renault Sport (Jean-Pierre Jabouille) - 3:34.20
- Distanza - 5044.53 km
- velocità media - 210.188 km/h

## Vincitori dei Trofei
- Indice di Efficienza termica - numero 6 - Martini Racing Porsche System